# Église Saint-Patern de Louvigné-de-Bais
Pour les articles homonymes, voir Église Saint-Patern.
L'église Saint-Patern est une église catholique située à Louvigné-de-Bais, en France.

## Localisation
L'église, dédiée à saint Patern, est située dans le département français d'Ille-et-Vilaine, dans la commune de Louvigné-de-Bais.

## Historique

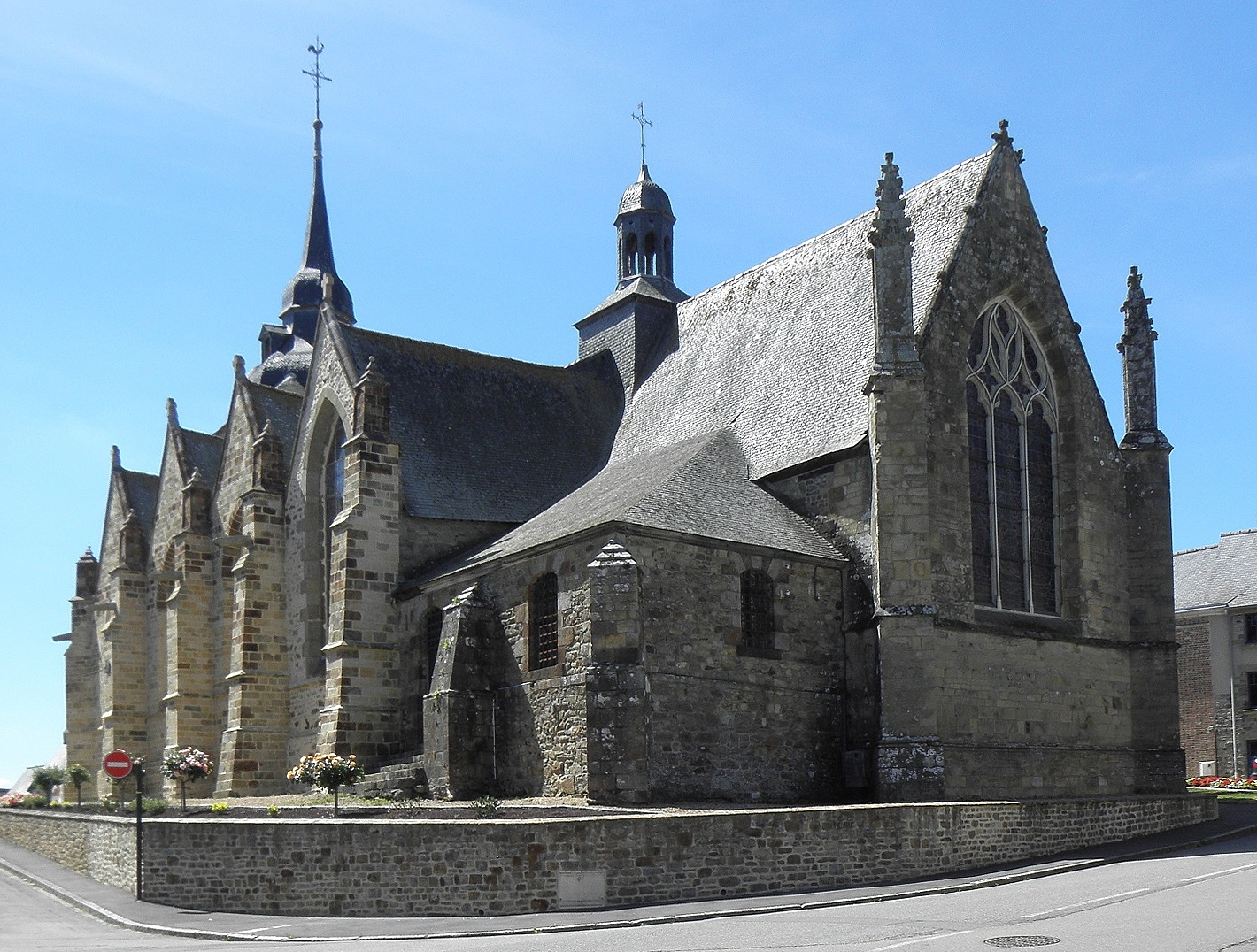
Chevet et flanc sud de l'édifice.

L'édifice actuel remplace une ancienne église romane du XIIe siècle dont ne subsiste qu'une ancienne chapelle seigneuriale bordant le chœur au septentrion, annexe fortement remaniée depuis, à l'époque gothique. La nouvelle construction, entreprise par Richard Babin en 1536, constituait en une croix latine formée par la nef actuelle, les quatrièmes chapelles nord et sud formant transept, et le chœur à chevet plat. Consacrée le 14 février 1548, l'église fut dotée par Jean Coury et Jean Perdriel d'un collatéral de trois chapelles au nord en 1563. Son pendant, au sud, fut érigé en 1759-1760, remplaçant, dans un souci de symétrie, la chapelle Saint-Nicolas et un chapitrêt. L'église Saint-Patern est précédée par une lourde tour classique datant de 1760. Le rennais Antoine le Forestier, le jeune, est l'auteur de ces derniers travaux.
L'édifice est inscrit au titre des monuments historiques en 1926 et classé en 1984.

## Architecture

### Extérieurs
Saint-Patern de Louvigné-de-Bais est un édifice gothique flamboyant des XVIe siècle et XVIIIe siècle. Il s'agit d'une église à pignons multiples, modèle-type des édifices paroissiaux de Haute-Bretagne sous l'Ancien Régime. Précédée par une lourde tour carrée coiffée d'un dôme et d'une flèche, la nef, aveugle, est accostée de deux collatéraux de trois chapelles. Dans leur prolongement, deux chapelles forment transepts, précédant le chœur à chevet plat. Ce dernier est flanqué au sud par la sacristie, au nord, par l'ancienne chapelle seigneuriale d'origine romane qui fait aujourd'hui office de sacristie annexe.
La façade sud, plus récente, est beaucoup moins ornée que son homologue nord dont la première chapelle est percée d'une porte Renaissance. Elle présente toutefois un cadran solaire datant de 1770. Un petit campanile octogonal à lanternon coiffe également le sanctuaire.
Le clocher de l'église, œuvre de l'architecte rennais Antoine Le Forestier, frère de l'architecte François Forestier de Villeneuve, en 1760, est couronné d'un dôme et d'une flèche ; il est typique de l'« architecture neutre » qui se développe au XVIIIe siècle, dont les formes extérieures sont simples, quasi anonymes, car l'aspect extérieur de l'édifice est alors considéré comme étant sans importance (comme à la chapelle Saint-Sauveur de Saint-Malo, ou encore dans les églises paroissiales de Saint-Ideuc (1721), d'Argentré-du-Plessis (1786), de Louvigné-du-Désert, de Saint-Gildas-de-Rhuys, etc…

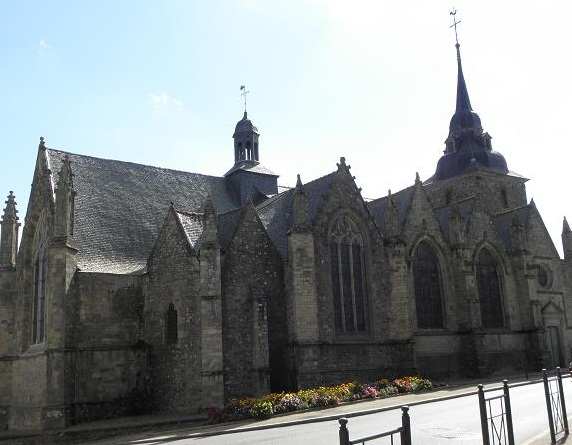
Flanc nord de l'église Saint-Patern de Louvigné-de-Bais.
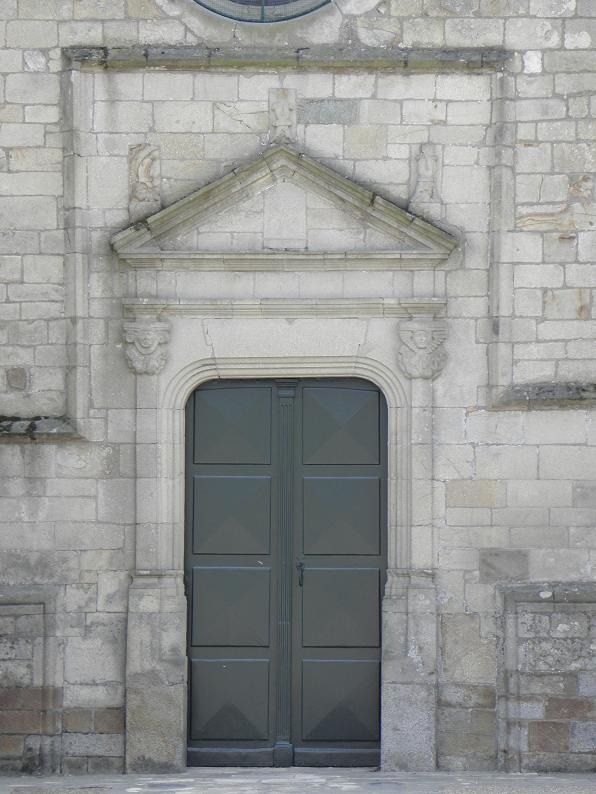
Porte renaissance de la première chapelle du collatéral nord.
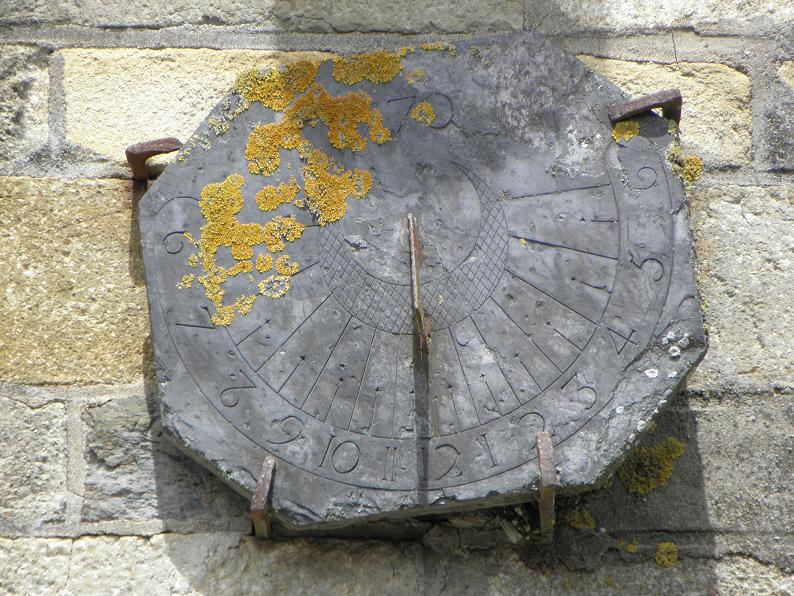
Cadran solaire ornant le flanc sud de l'église.

### Intérieur

#### Dimensions[7]
- longueur intérieure (tour exceptée) : 30,80 m
- longueur de la nef : 16,40 m
- largeur de la nef : 7,30 m
- largeur de la nef avec ses bas-côtés : 16,90 m
- longueur du transept : 16,90 m
- largeur du transept : 35,20 m
- longueur du chœur : 9,20 m
- largeur du chœur : 5,80 m

#### Description
L'édifice est entièrement voûté de bois. La nef principale, aveugle, est rythmée de part et d'autre par trois arcades sommées de sablières portant un douvis ogival que maintiennent quatre poutres transversales. Les collatéraux sont voûtés d'ogives tandis que la croisée du transept s'orne aux angles de quatre blochets sculptés d'anges. L'éclairage est assuré par les verrières des collatéraux, des transepts et du chœur, ces trois dernières étant les seules qui soient munies de meneaux et de remplages.

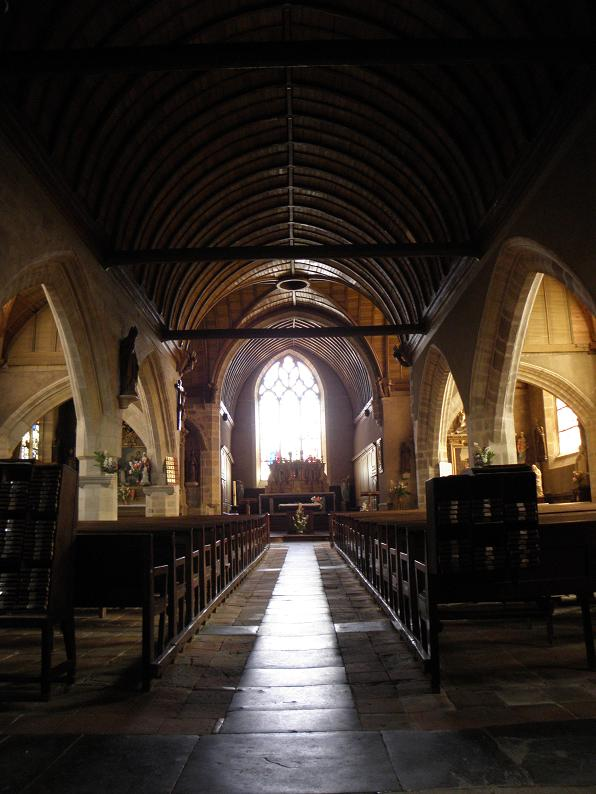
Vaisseau principal de l'église Saint-Patern.
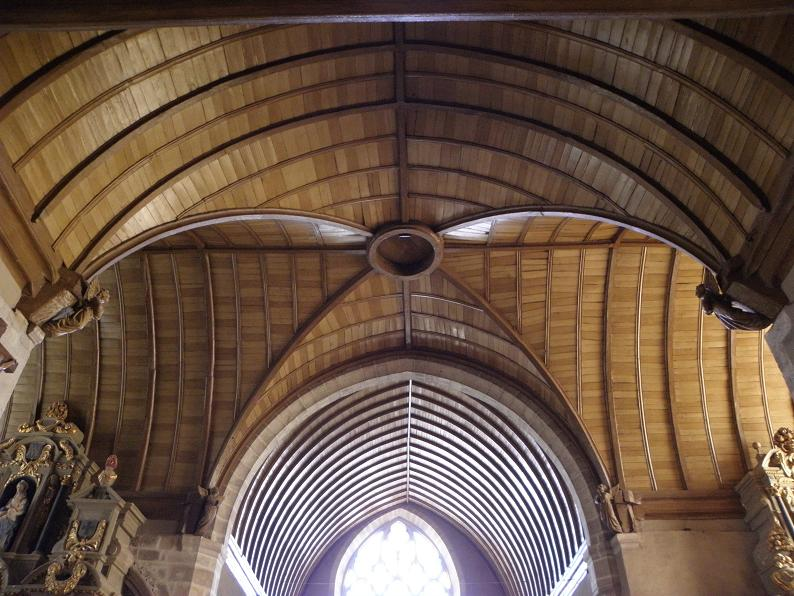
Les voûtes de la croisée du transept, ornées d'anges-blochets.
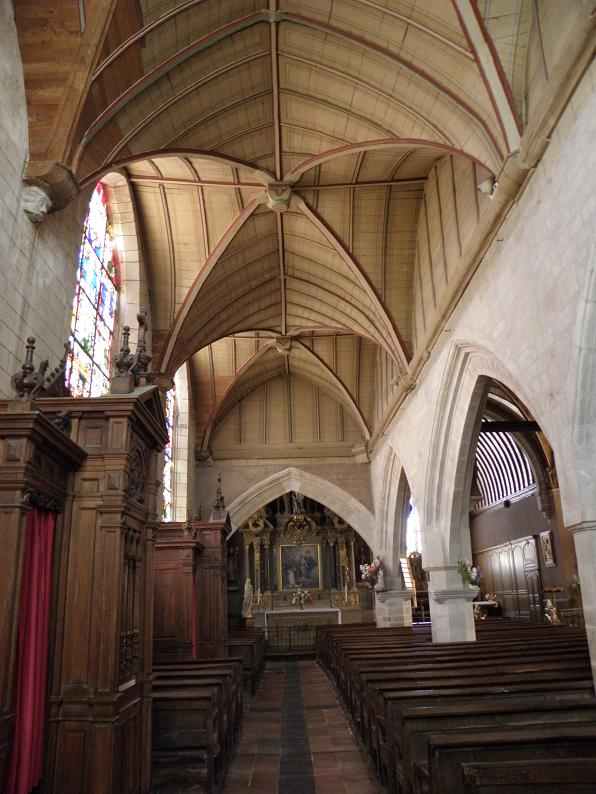
Le collatéral nord et ses voûtes sur croisées d'ogives en bois.

### Vitraux
L'église de Louvigné doit sa renommée à la présence de cinq verrières des XVe siècle et XVIe siècle, œuvres classées que complètent fort heureusement des productions de qualité datant du XIXe siècle et dues à Gilles de La Croix-Vallée, originaire de Vitré, ainsi qu'à Pierre Symon.
La maîtresse-vitre est occupée depuis 1886 par une Crucifixion réalisée par les peintres-verriers Lecomte et Colin de Rennes. Elle est venue remplacer la verrière de la Transfiguration, reléguée dans le collatéral sud. Elle traduit dans un langage plus contemporain les œuvres monumentales réalisées en Bretagne au XVIe siècle (Champeaux, Iffendic, La Roche-Maurice...). Elle est classée depuis le 29 août 1984.
Dans le collatéral nord, on peut admirer:
- la verrière de la vie de la Vierge, œuvre de la fin du XVe siècle. Elle présente neuf scènes mariales encadrées de dais architecturés flamboyants. Il s'agit de la plus ancienne verrière du corpus, toute empreinte encore de la tradition du gothique finissant et recourant abondamment à la technique du jaune d'argent. Ce vitrail a été classé le 11 mai 1907[9].
- la verrière de la descentes aux limbes  Datée de 1567, elle fut exécutée par Guyon Collin, artiste vitréen, pour le compte de Louise de Goulaine, épouse de Guy III d'Espinay, bienfaiteurs de la collégiale de Champeaux. En présence d'Adam et Ève, de leur descendance, le Christ tire les âmes des patriarches de l'enfer. À la différence de la verrière précédente, un seul tableau occupe désormais l'ensemble de la verrière, laquelle a été également classée le 11 mai 1907[10].
- la verrière de la vie de saint Jean-Baptiste. Donnée par Michel Le Sénéchal, en 1578, elle procède encore du type de verrière où la partition reste de mise, certes de manière moins fragmentaire, et ce dans une architecture clairement renaissance. Elle a fait l'objet d'une mesure de classement le 11 mai 1907[11].

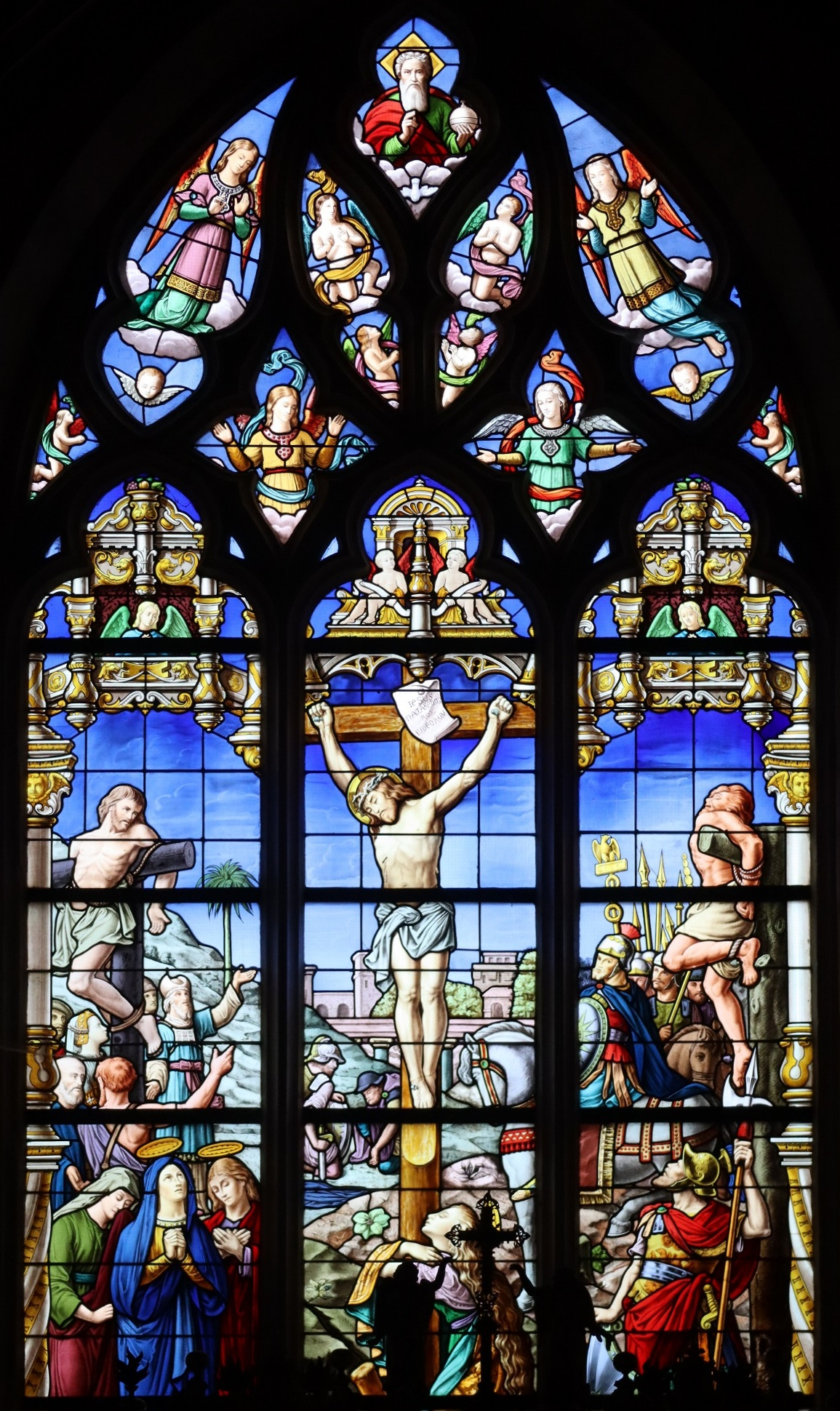
La Crucifixion.
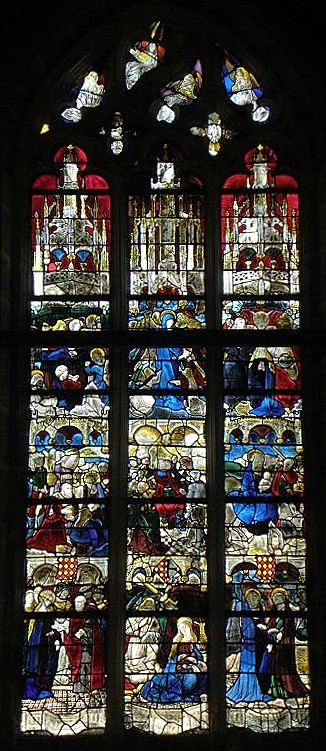
Vie de la Vierge.
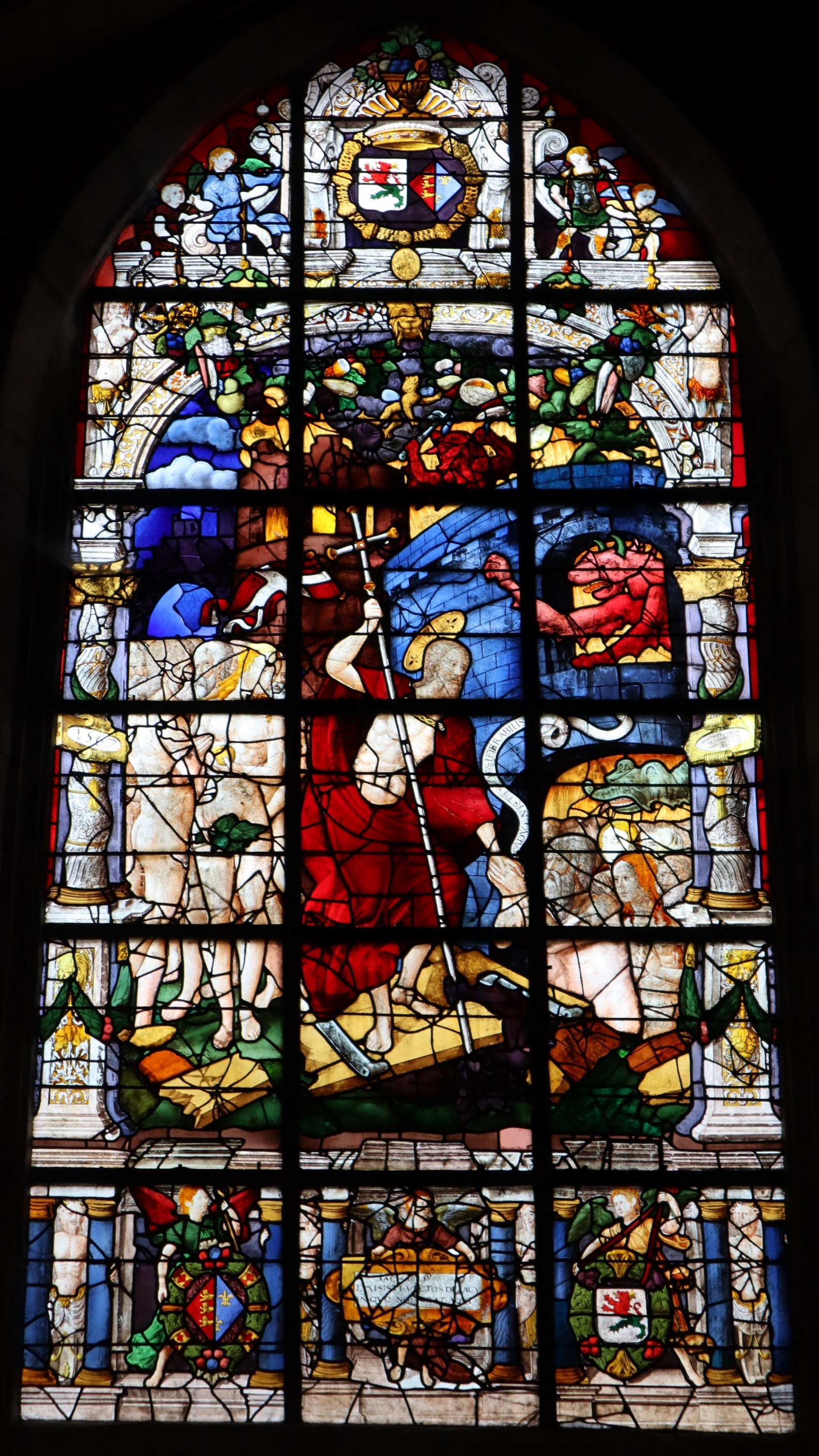
La descente aux limbes.
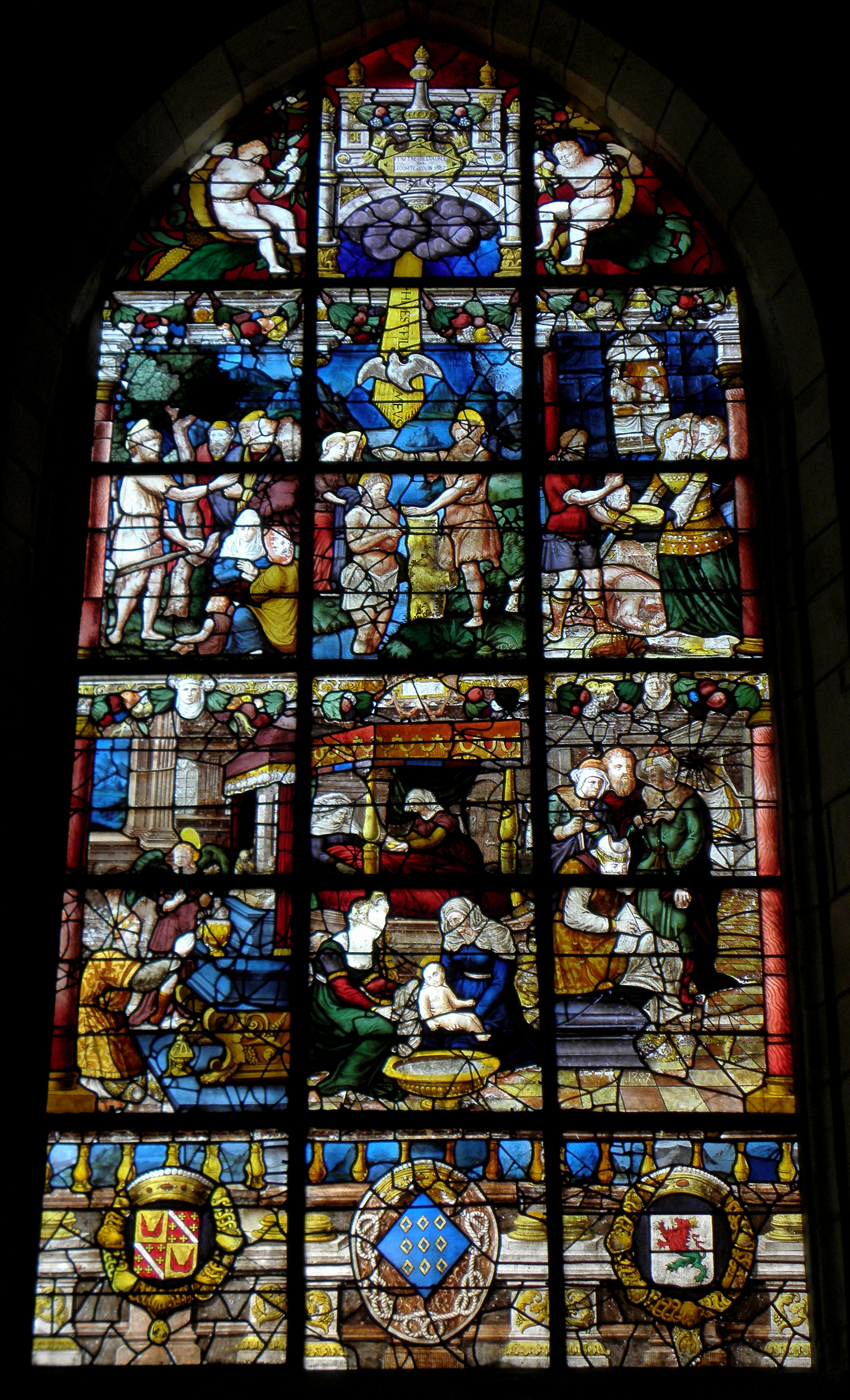
Vie de saint Jean-Baptiste.

Dans le collatéral sud, les fenêtres sont occupées successivement par :
- la verrière de la vie de saint Joseph Cette œuvre, de 1904, s'inscrit en pendant de la première verrière du collatéral nord. En neuf tableaux, elle résume la vie du saint-patron de la bonne mort, devenu celui des artisans et ouvriers à l'époque contemporaine de par le développement de l'industrie.
- la verrière de la Transfiguration. Œuvre de Gilles de La Croix-Vallée et Guyon Collin, elle fut donnée par Louise de Goulaine et Guy III d'Espinay en 1544. Les donateurs, présentés par leurs saints-patrons, assiste à la scène. Le Christ, conversant avec Moïse et Élie, est transfiguré en présence des saints Jean, Jacques et Pierre. Cette œuvre est classée depuis le 11 mai 1907[12].
- la verrière de la Résurrection. Classée le 11 mai 1907[13], cette œuvre date de 1542. Comme la verrière de la descente aux limbes, elle est constituée d'un seul tableau inscrit dans une architecture renaissance. Gilles de La Croix-Vallée et Guyon Collin, artistes de Vitré, en sont les auteurs.

De part et d'autre de la tour trouve place deux vitraux des maîtres-verriers Lecomte et Colin. Au nord, le Christ apparaît à François d'Assise, dans une composition datée de 1888. Au sud, le vitrail, datant également de 1888, narre la rencontre du Christ avec la Samaritaine au puits. Ces deux œuvres ont fait l'objet d'une mesure de classement le 29 août 1984. 

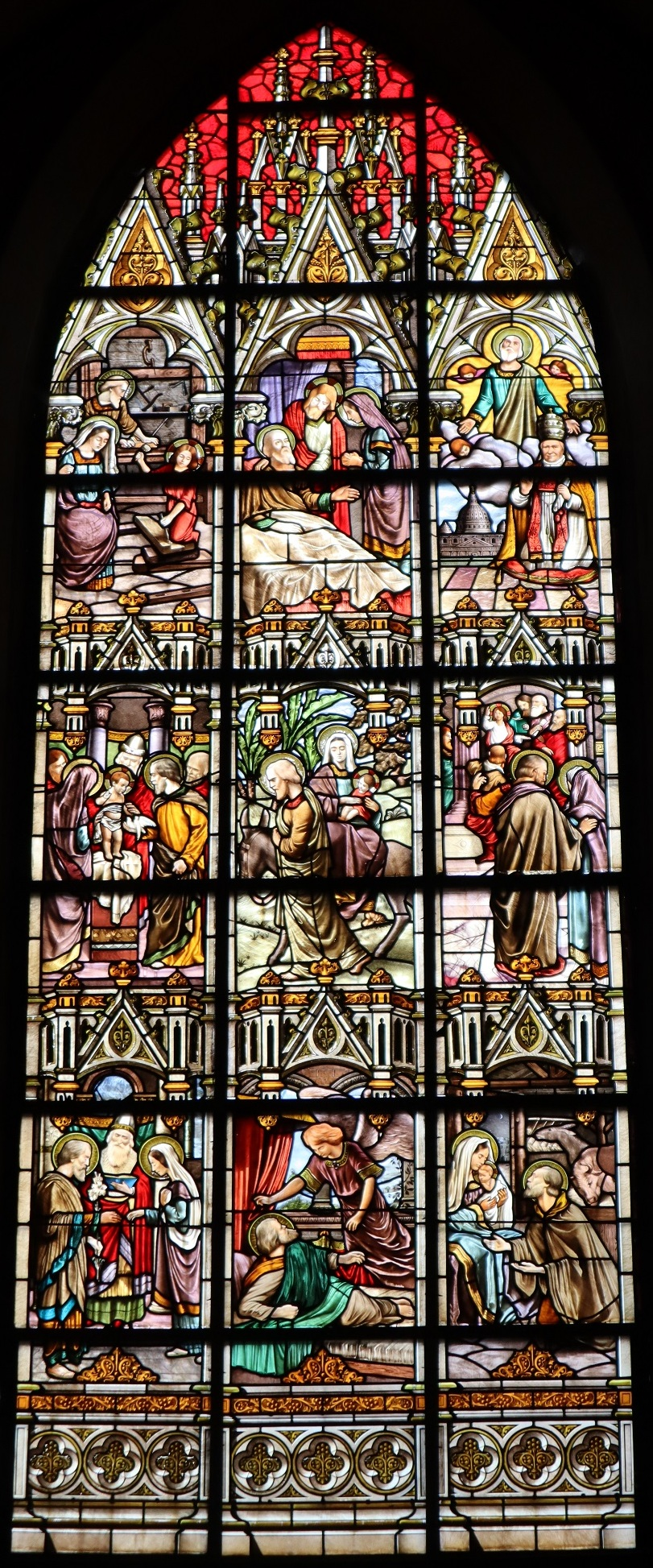
Vie de saint Joseph.
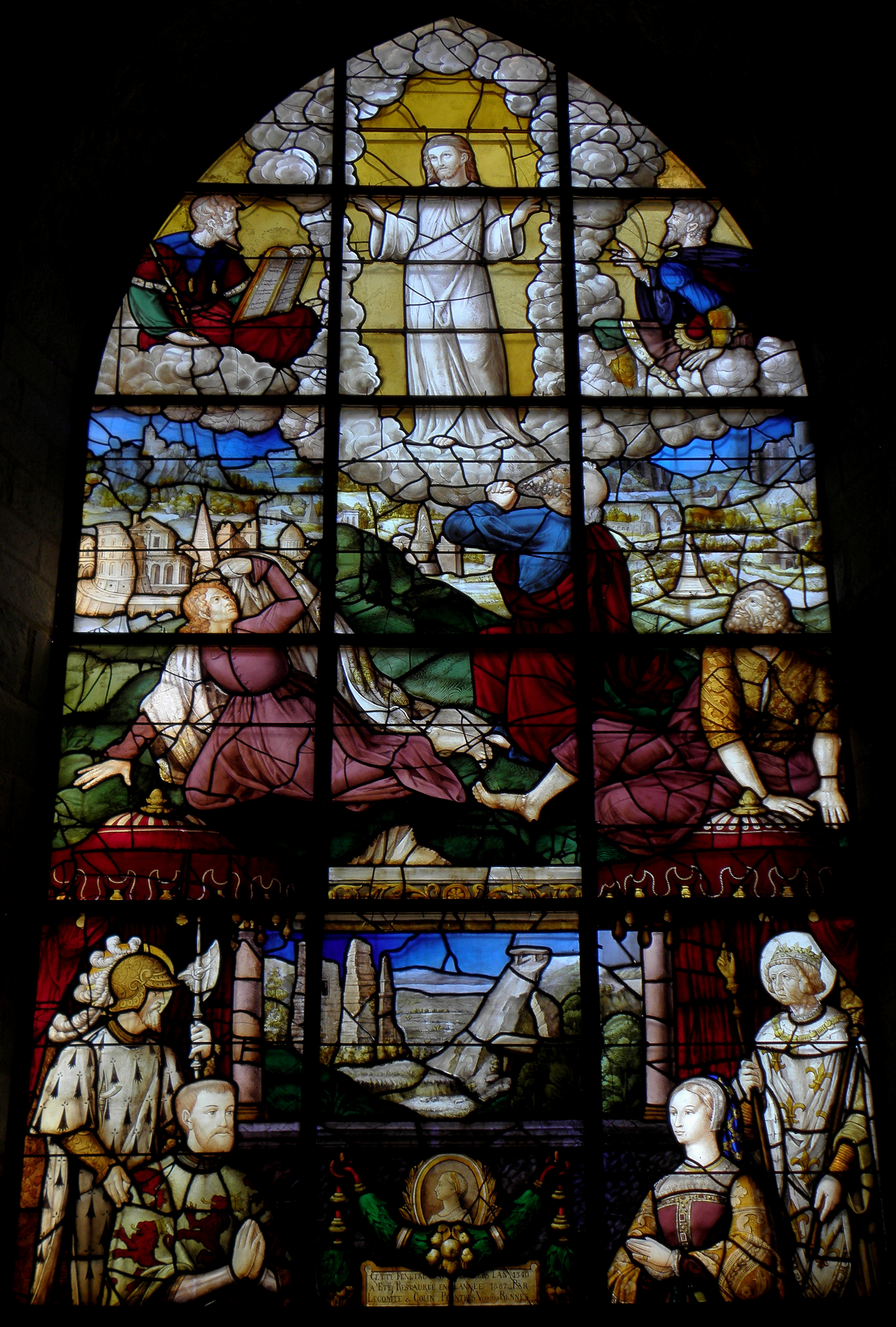
La Transfiguration.
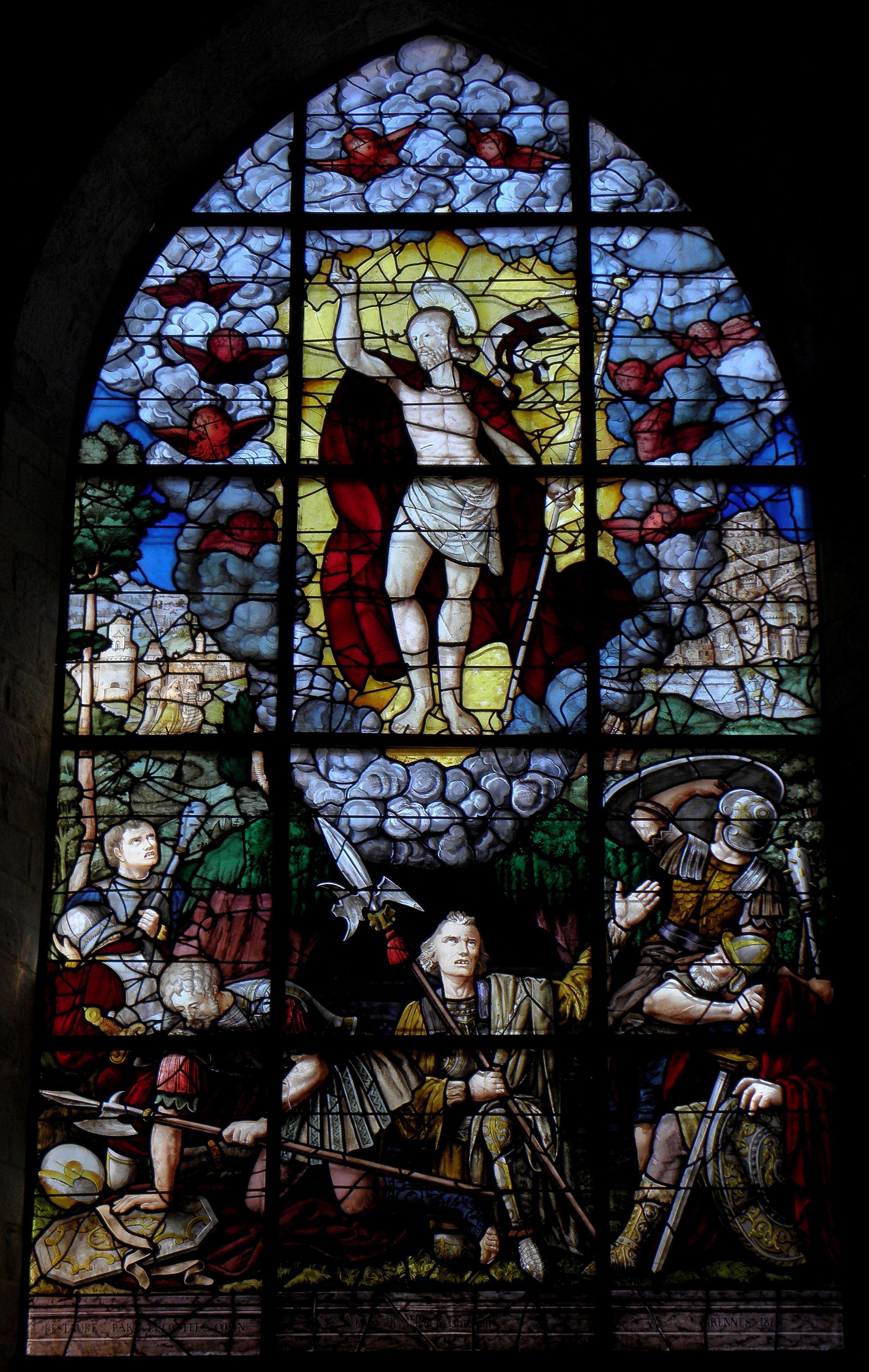
La Résurrection.
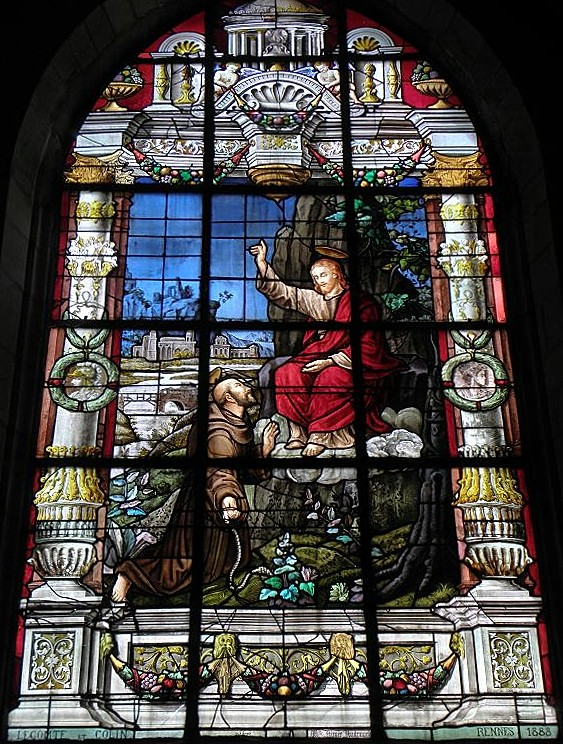
Apparition du Christ à saint François-d'Assise.
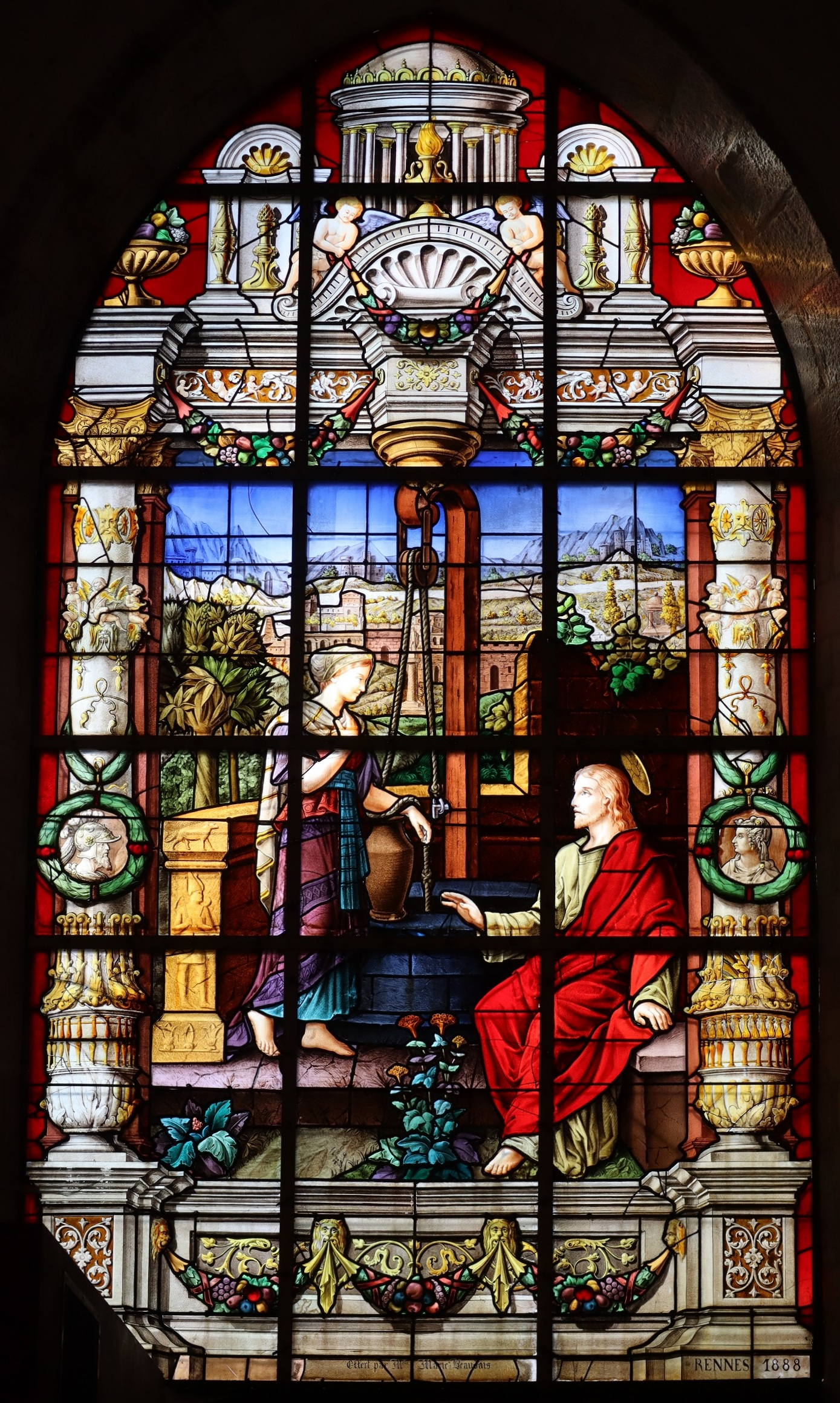
Rencontre du Christ et de la Samaritaine au puits.

## Mobilier

### Autels et retables

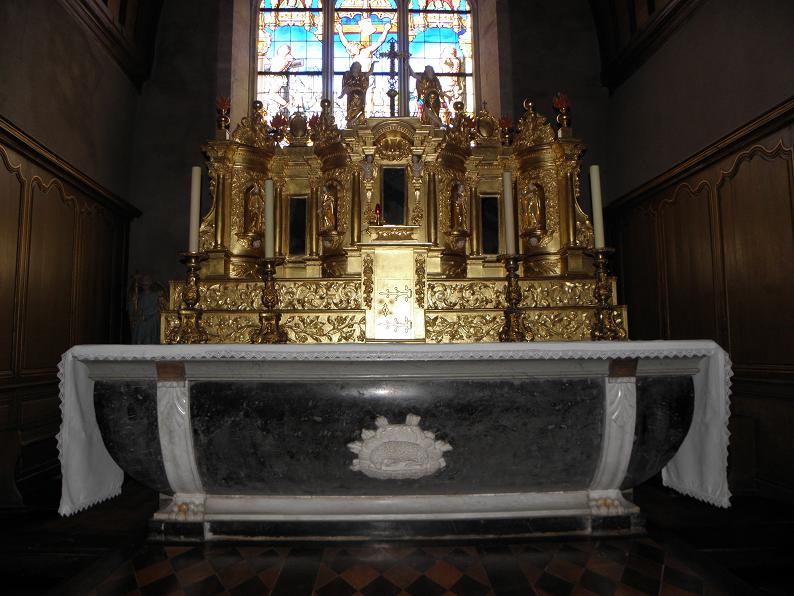
Le maître-autel.

L'église de Louvigné-de-Bais recèle un riche mobilier, en grande-partie classé. Aussi est-il possible d'admirer:
- le maître-autel, composé d'un tombeau de marbre noir orné de l'agneau immolé (vraisemblablement du début du XIXe siècle) qui porte un retable de bois doré orné de trois miroirs (fin du XVIIe siècle). Il pourrait s'agir du prototype d'un modèle de retable appelé à rencontrer un certain succès au siècle suivant dans le diocèse de Rennes (maîtres-autels du Rheu, de la chapelle des Augustines à Vitré...). Le retable et le tabernacle font l'objet d'une mesure de classement depuis le 18 décembre 1946[16], le tabernacle datant toutefois du XIXe siècle.
- l'autel et le retable du transept nord, datant de 1653, orné d'un tableau représentant la dation du rosaire à saint Dominique du XVIIe siècle et sommé d'une Vierge à l'Enfant. Classé le 11 mai 1907[17], il masque un retable gothique flamboyant encore partiellement visible sur sa droite. Le retable est orné des armes des Parthenay (d'argent à la croix pattée de sable) et des Le Vayer (losangé d'or et de gueules).
- l'autel et le retable du transept sud, datant de 1671, présentant un tableau figurant l'éducation de la Vierge. La partie supérieure accueille une Vierge de Pitié en terre cuite réalisée en 1785 par le rennais Pierre Taveau. Cet ensemble a été pareillement classé le 11 mai 1907.

Ces deux dernières œuvres s'apparentent au style des retabliers lavallois Langlois.
Par ailleurs, les fonts baptismaux, réalisés en 1782 par le marbrier Étienne Duval et le ferronnier Noyer, sont classés depuis le 23 décembre 1943.

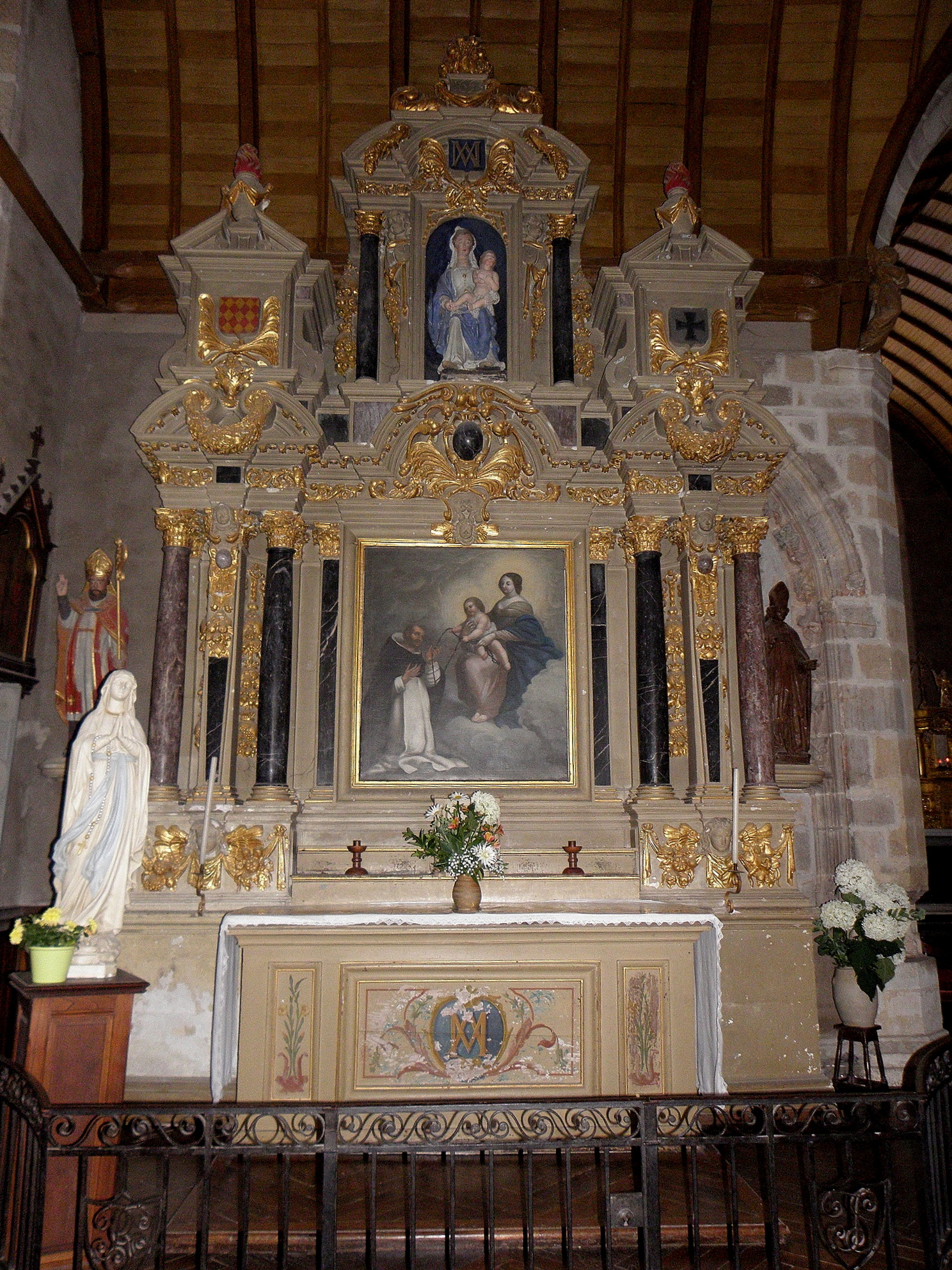
L'autel du Rosaire.
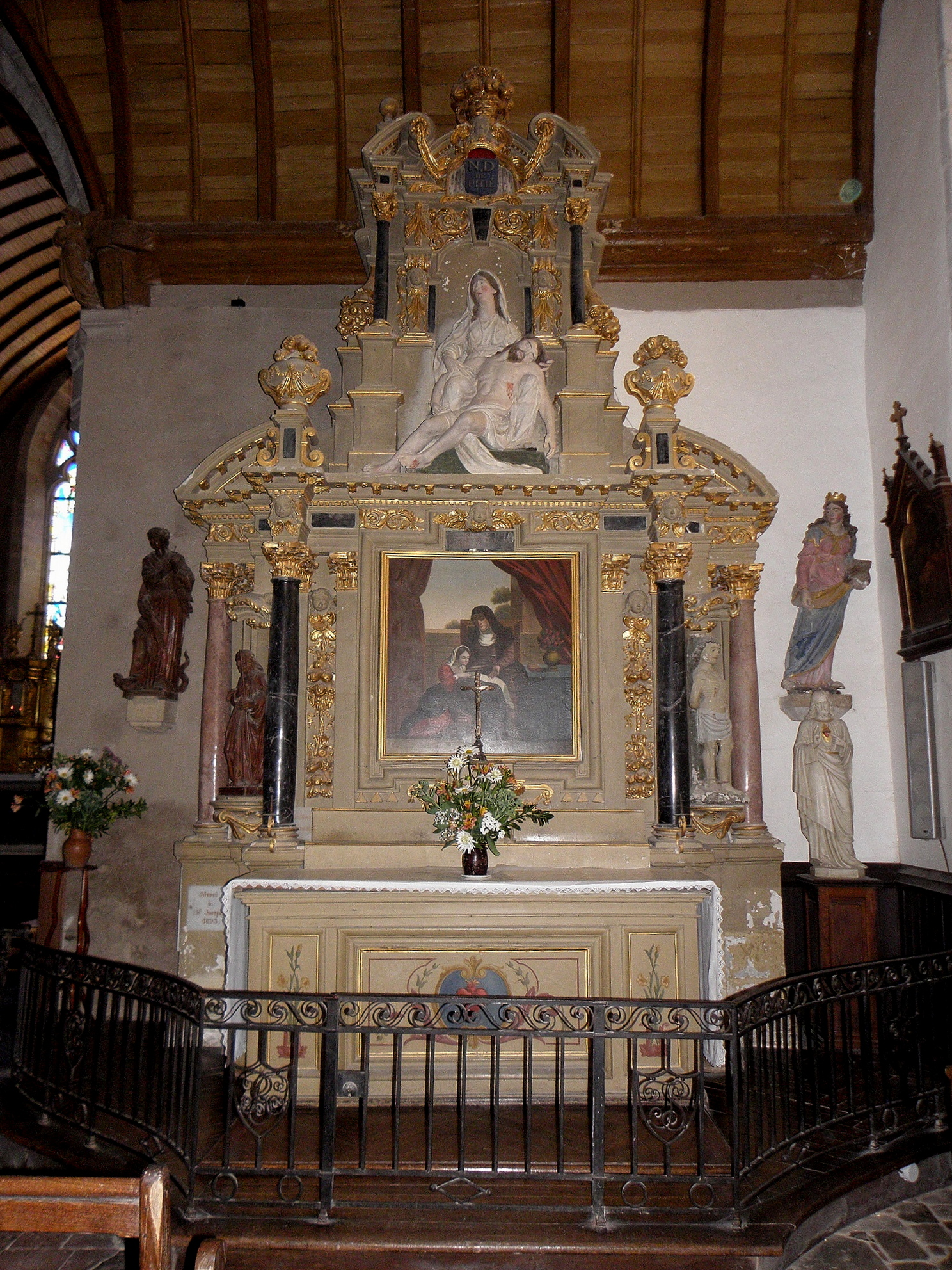
L'autel de Notre-Dame de Pitié.
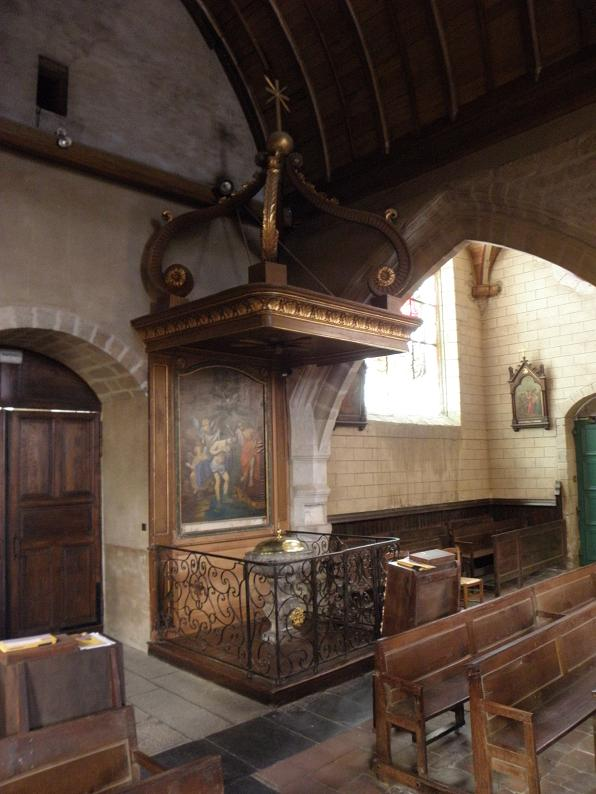
Les fonts baptismaux.

### Orgue

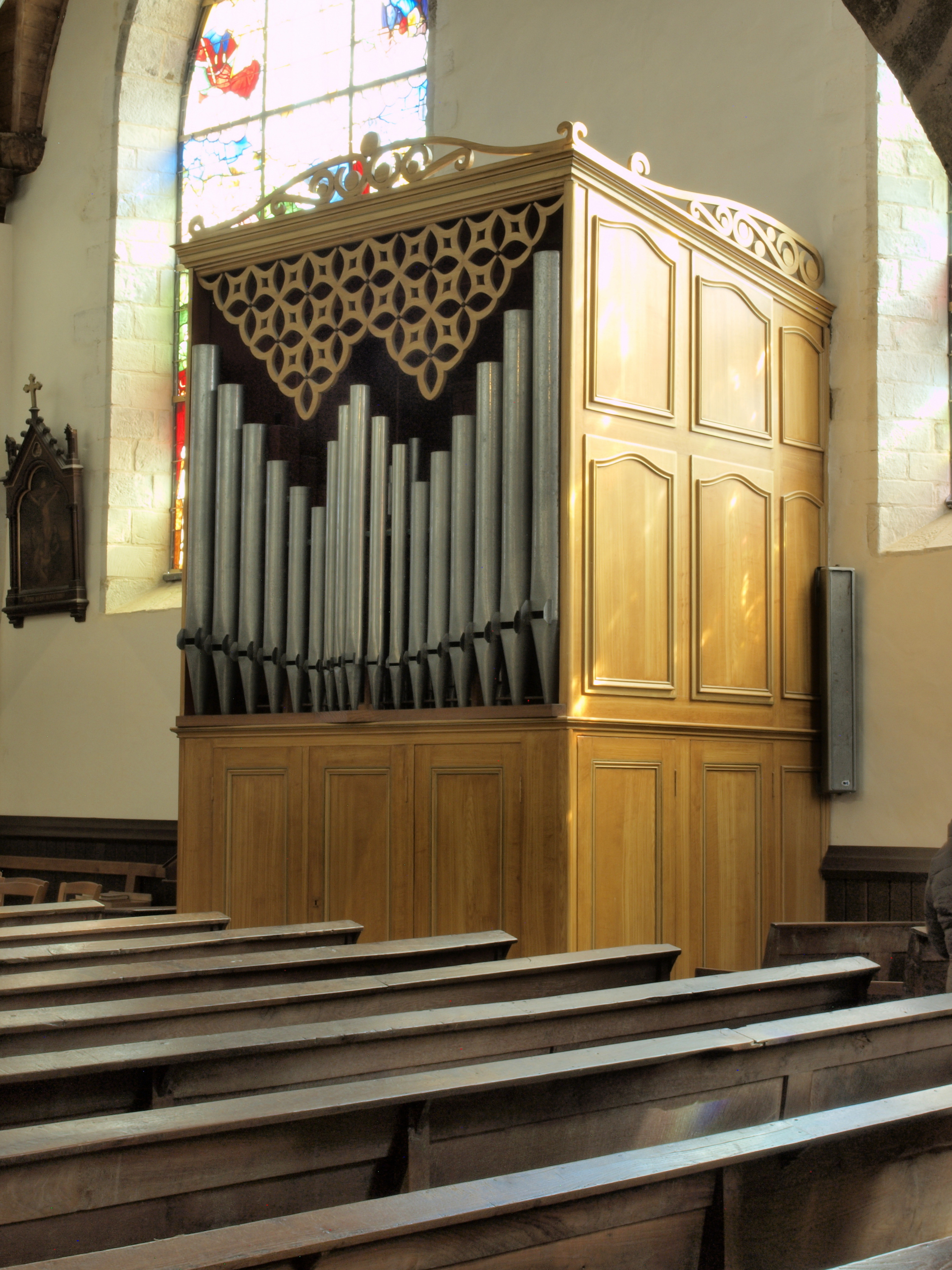
L'orgue de Louvigné-de-Bais.

L'orgue, réalisé par Jean-Baptiste Claus en 1880, provient du Théâtre de Rennes. Il a été restauré en 1981 par la manufacture Yves Sévère du Mans.
Cet orgue comporte:
- deux claviers manuels de 56 notes et un pédalier de 27 notes,
- 8 registres pour 7 jeux réels,
- une transmission mécanique.

Composition:
| I Grand-Orgue Ut1-Sol5 |             |
| Bourdon                | 8'          |
| Montre                 | 4′          |
| Plein-Jeu 4 rangs      |             |
| Trompette              | 8' (basses) |
| Trompette              | 8' (dessus) |

| II Récit Ut1-Sol5 |    |
| Flûte à cheminée  | 8′ |
| Flûte             | 4' |
| Doublette         | 2′ |

| Pédale Ut1-Ré3 |
| En tirasses    |

| Tirasses                        |
| Récit, Grand-Orgue, Copula II/I |

La coupure de la trompette du Grand-Orgue s'opère entre Ré3 et Ré#3.